# Elección de gobernador regional de Magallanes de 2021
La elección de gobernador regional de Magallanes de 2021 se realizó el 15 y 16 de mayo de dicho año, así como en todo Chile, para elegir a los responsables de la administración a nivel regional. En aquel contexto, la Región de Magallanes elige a su gobernador por primera vez, cargo que reemplaza al anterior de intendente regional, que solía ser designado.

## Sistema electoral
El gobernador regional es elegido por sufragio universal, en un sistema de segunda vuelta. El margen para resultar electo en la primera ronda de votación es un 40% de los votos válidamente emitidos. Si ninguna candidatura logra el 40% de los votos válidamente emitidos, hay una segunda vuelta entre las dos más votadas.
Dura cuatro años en el ejercicio de sus funciones y puede ser reelegido como máximo en una ocasión.

## Resultados
Con el 100% de las mesas escrutadas.
|  | 42,12 % |

|  | 22,33 % |

|  | 14,79 % |

|  | 12,14 % |

|  | 8,62 % |

|  | 93,46 % |

|  | 2,77 % |

|  | 3,77 % |

|  | 100 % |

|  | 39,26 % |